# 2014年10月中国大陆

## 10月3日
- 近日广东爆发登革热疫情。截至10月3日零时，全省确诊病例已达17684例，比去年同期大幅上升2077.83%，死亡病例累计4例，是广东首次出现破万的确诊病例，也是广州近十年来首次出现死亡病例。[1][2]

## 10月5日
- 中纪委驻人民日报社检查6单位，专项检查党风廉政建设工作。中央纪委驻人民日报社纪检组组长蒲增繁出席会议并讲话，人民日报社副总编辑兼机关党委书记阎晓明主持会议。[3]

## 10月8日
- “我们国家要出问题主要出在共产党内，我们党要出问题主要出在干部身上。党培养一个干部特别是高级干部是很不容易的。这些年，一些干部包括一些相当高层次的领导干部因违犯党纪国法落马，我们很痛心。我们中央的同志说起这些事都很痛心，都有一种恨铁不成钢的感觉。”[4][5]这是中共中央总书记习近平在党的群众路线教育实践活动总结大上[6]，会首次对党内相当高层次的领导干部落马公开表态。[7][8]
- 上海友谊(集团)有限公司原总经理、联华超市股份有限公司原董事长、总经理，上海百联(集团)有限公司原总裁、上海光明食品原董事长王宗南涉嫌受贿、挪用公款案，经上海市检察院第二分院侦查终结，由上海市检察院第二分院依法向上海市第二中级法院提起公诉[9][10][11]。经查，王宗南在担任上海友谊(集团)有限公司总经理、上海联华超市股份有限公司董事长期间,利用职务便利为他人谋取利益,收受贿赂共计价值269万余元,还伙同他人共同挪用公款1.9亿余元。[12][13]

## 10月9日
- 上午8时39分，内蒙古托克托县火葬场附近发现一名死者[14]。经当地警方查实，死者为张国强，男，40周岁，为托克托县政法委副书记、维稳办主任[15]。托克托县县委宣传部晚间发布的消息证实：张国强患抑郁症已有五年，其自缢身亡与此相关。[16][17]
- 10月9日，陕西省榆林市子洲县人民法院官方微博发布消息称，苗家坪法庭副庭长赵某涉嫌刑事犯罪，已被公安机关刑事拘留[18]。据网曝显示，9月26日，子洲县女村官张某与苗家坪法庭副庭长赵某下午一起吃饭，由于不胜酒力，张某提前回单位宿舍休息。当晚，她因酒醉在无意识的情况下被赵某强奸。[19][20]
- 《最高人民法院关于审理利用信息网络侵害人身权益民事纠纷案件适用法律若干问题的规定》10月10日起执行。[21]其中最引人关注的规定莫过于：网络用户或者网络服务提供者利用网络公开自然人基因信息、病历资料、健康检查资料、犯罪记录、家庭住址、私人活动等个人隐私和其他个人信息，造成他人损害，被侵权人请求其承担侵权责任的，法院应予支持。有人担心，利用“人肉搜索”曝光贪官今后将不再成为可能；其实，只要不是人为恶意捏造信息，不是有意诬陷他人或者侵犯他人隐私，并不需要有这样的过度担忧。此次最高法的司法解释更多只是一种依法纠偏，并专门列出了例外情形。包括经自然人书面同意且在约定范围内公开的、为促进社会公共利益且在必要范围内的、自然人自行在网络上公开的信息或者其他已合法公开的个人信息、以合法渠道获取的个人信息等情形。[22][23][24]

## 10月10日
- 李克强在与德国总理默克尔共同出席的新闻发布会上表示，中国坚定不移地贯彻“一国两制”，“港人治港、高度自治”的方针，这一方针没有改变，也不会改变。李克强表示，保持香港的长期繁荣稳定不仅符合中国利益，更符合香港居民的利益。他还补充道，中国将保护所有外国投资者在香港的合法利益。[25][26]
- 最高人民法院、最高人民检察院、公安部、外交部联合发布通告[27]，今日起至12月1日，在逃境外经济犯罪人员如投案，可依法从轻或减轻处罚。拒不投案自首的，将从严惩处。[28]
- 据华尔街日报，澳大利亚证券及投资事务监察委员会(简称：澳洲證監會)称，汉龙矿业投资有限公司前总经理肖辉于周五早间被引渡至澳大利亚，此前因内幕交易等100多项指控而遭通缉。[29][30]
- 雅居乐董事局主席被检方控制，曾否认是前中央政治局常委周永康干儿子。雅居乐地产董事局主席陈卓林失联的消息最终得以证实。该公司10日晚间发布公告称，陈已经在9月30日晚间被昆明检察院执行了“指定居所居住的措施”。京华网
- 上海检察机关对“21世纪网”总裁刘冬等25人批准逮捕。上海市人民检察院第一分院以涉嫌敲诈勒索、强迫交易、非国家工作人员受贿和对非国家工作人员行贿罪，依法分别对21世纪网总裁刘冬、副总编周斌，理财周报社发行人夏日、主编罗光辉，21世纪经济报道社湖南负责人夏晓柏等25人批准逮捕。[31][32]

## 10月11日
- 国家行政学院常务副院长何家成涉嫌严重违纪违法，目前正接受组织调查。何家成被查或与其担任国企监事会主席经历有关。[33]
- 中共江苏省委原秘书长赵少麟被查，其子7月份已被控制。这也是中央纪委延续周末“打虎”惯例，昨日1分钟内通报两名省部级官员落马消息的第二名官员。值得注意的是，中央第十二巡视组于9月底刚刚结束了对江苏的巡视工作。赵少麟成为中央巡视江苏后揪出的首个“老虎”。公开资料显示，赵少麟现年68岁，山西原平人，2006年即卸任江苏省委常委、秘书长职务，之后主要在中国老龄事业发展基金会担任第一副理事长。赵少麟长期在江苏工作，2000年3月，赵少麟以江苏省委秘书长的身份入常，至2006年11月届龄去职。此外，今年7月初，天津高盛地产和天津汇景地产的高管，包括赵晋在内，被有关部门控制。这两家公司的法定代表人均为赵晋。赵晋在天津有“最牛开发商”之称，赵晋正是赵少麟之子。[34][35]

## 10月12日
- 贵州三穗数万人游行示威。据贵州三穗县人民政府网站消息，经黔东南州委、州人民政府研究决定，并请示贵州省人民政府领导同意，三穗、镇远、岑巩三县合并建市方案暂缓报批。[36][37]

## 10月13日
- 中共中央政治局下午就我国历史上的国家治理进行第十八次集体学习。中共中央总书记习近平在主持学习时谈到：数千年来，中华民族走着一条不同于其他国家和民族的文明发展道路。我们开辟了中国特色社会主义道路不是偶然的，是我国历史传承和文化传统决定的。我们推进国家治理体系和治理能力现代化，当然要学习和借鉴人类文明的一切优秀成果，但不是照搬其他国家的政治理念和制度模式。一个国家的治理体系和治理能力是与这个国家的历史传承和文化传统密切相关的。解决中国的问题只能在中国大地上探寻适合自己的道路和办法。人民网（页面存档备份，存于）
- 据财新网消息:深圳市委常委、市政法委书记蒋尊玉下午被广东省纪委带走，10月13日傍晚六点召开的深圳市常务会议对此做了内部通报。当地消息人士向财新记者透露，还有其他在职和已退休的级别不低于蒋的干部涉案，但对具体案情各方均三缄其口。据悉，蒋的问题主要是与房地产有关，在蒋被查后，已有房地产商“跑路”。中国警察网（页面存档备份，存于）
- 天津市公安局人事大调整，四新人履新，一副职转岗。继从武汉“空降”局长赵飞之后，天津一中院原院长刘金波出任天津市公安局副局长（正局级），党委委员、常委、副书记[38]；天津市武清区原纪委书记刘志强、天津市监狱管理局原政委蔡培林、天津市公安局指挥部主任王通海任局党委委员、常委，其中刘志强任天津市纪委驻天津市公安局纪检组长。[39]
- 近期，成都公安系统遭遇强烈“地震”，多名官员甚至警界楷模被查。虽然官方并未公布被查原因，但是外界认为他们涉案可能是为娱乐会所、赌博场所等提供了保护。四川省人民检察院官方网站13日下午分别发布，成都市公安局原巡视员杨崇友和成都市公安局原副局长何建生，因涉嫌受贿犯罪，四川省人民检察院决定立案侦查并采取逮捕强制措施，案件侦查工作正在进行中。西部网

## 10月14日
- 中共中央决定：李纪恒同志任云南省委书记[40]；秦光荣同志不再担任云南省委书记、常委、委员职务，另有任用。[41][42]
- 晋宁血案，发生在云南省晋宁县晋城镇富有村，村民与泛亚工业品商贸物流中心项目建设方之间暴发的流血冲突，共造成8人死亡，18人受伤。村民打了6次昆明市110，对方说会处理，但迟迟没见警察来。下午两点左右，冲突开始。一方，是一千多名全副武装的打手，名身着制服、避弹衣，头戴钢盔的打手。他们一手提着铜盾，一手提着长刀或长棍，身上挂着装满石头的挂包，打手们向村民投掷催泪瓦斯。另一方，是两千多名手提农具的村民，制作了很多燃烧瓶，向他们投掷。燃烧瓶用完了，便拎起地上的石头砸。一场激烈的打斗过后，最终富有村村民阻止了打手进村，双方各有伤亡。张武（化名）回忆，打手一方至少死了五人，村民这边当场死亡一人，伤十几人。村民从抓获的打手口中得知：这次冲突的背后是一位当地知名的石矿老板，姓杨，绰号为“贼老五”，有黑社会背景。这些打手一部分是贼老五矿里的工人，贼老五告诉他们，必须要来，不来就开除。另一部分是从当地混混里召集的人手，每个人的费用是300元每天。为了购买这些装备，“贼老五”这次投入了100多万元，满载打手的二十多辆卡车则是从晋宁县的驾校开来的。“‘贼老五’告诉他们，白天打完人，晚上回去就给钱。”当地村民说。10月14日的冲突事件后，当地县医院声称接到指示，不敢接收受伤村民。他们开车把伤员送到邻县呈贡县医院，医院同样声称接到指令，不敢接收。富有村村民只得将伤员再送至昆明市的医院治疗。张武称，这番曲折导致一位重伤村民的死亡。从10月14日冲突暴发开始，杨维骏便多次拔打新任省委书记李纪恒的电话。刚刚接替秦光荣，就任云南省委书记的李纪恒向杨维骏回应说：非常关注此次事件，已委派昆明市委市政府尽快解决。新京报网（页面存档备份，存于）青岛网络电视台（页面存档备份，存于）

## 10月15日
- 10月15日，中共中央总书记、国家主席、中央军委主席习近平在北京主持召开全国文艺工作座谈会并发表重要讲话。习近平谈到：历史上，中华民族之所以有地位有影响，不是穷兵黩武，不是对外扩张，而是中华文化具有强大感召力。文艺是时代前进的号角，最能代表一个时代的风貌，最能引领一个时代的风气。实现“两个一百年”奋斗目标、实现中华民族伟大复兴的中国梦，文艺的作用不可替代，文艺工作者大有可为。追求真善美是文艺的永恒价值。艺术的最高境界就是让人动心，让人们的灵魂经受洗礼，让人们发现自然的美、生活的美、心灵的美。我们要通过文艺作品传递真善美，传递向上向善的价值观，引导人们增强道德判断力和道德荣誉感，向往和追求讲道德、尊道德、守道德的生活。只要中华民族一代接着一代追求真善美的道德境界，我们的民族就永远健康向上、永远充满希望。一部好的作品，应该是把社会效益放在首位，同时也应该是社会效益和经济效益相统一的作品。文艺不能当市场的奴隶，不要沾染了铜臭气。优秀的文艺作品，最好是既能在思想上、艺术上取得成功，又能在市场上受到欢迎。低俗不是通俗，欲望不代表希望，单纯感官娱乐不等于精神快乐。不要搞奇奇怪怪的建筑。中共中央政治局常委、中央书记处书记刘云山出席座谈会。[43][44]

- 次日，《人民日报》曝光参加习近平主持全国文艺工作座谈会的72人名单[45]，尤为关注[46]的是张艺谋[47][48]、赵本山[49][50][51]及宋祖英、成龙、李双江等人[52]未现身。

## 10月17日
- 城管执法除了暴力只会耍赖？沈阳铁西区保工街地铁口附近，却出现了执法人员“顺势倒地”一幕，被当地市民戏称为“倒地执法”。新浪网（页面存档备份，存于）
- 新快报记者陈永洲一审被判刑1年10个月。新华网（页面存档备份，存于）
- 头顶“中国高铁第一人”光环，张曙光曾任高铁技术引进首席谈判代表。不仅身居要职，还因差点评上中科院院士而名噪一时。12年贪腐4700多万元。17日上午，北京市第二中级人民法院对备受关注的原铁道部运输局局长、副总工程师张曙光受贿案作出一审宣判，对张曙光以受贿罪判处死刑，缓期二年执行，剥夺政治权利终身，并处没收个人全部财产。腾讯网（页面存档备份，存于）
- 据财新网报道，9月30日，57岁的山西省副省长任润厚在被宣布调查一个月后，因癌症病亡。网易（页面存档备份，存于）
- 甘肃酒泉一法院副院长上班期间打麻将，被建议免职。中国网（页面存档备份，存于）
- 王振坤辞任伊利董事，涉嫌违纪违法正接受调查。据悉，在中央纪委监察部9月底公布王振坤被查消息前，其任内蒙古金融投资集团党委书记、董事长，内蒙古乾坤金银精炼有限责任公司党委书记、董事长。[53][54]
- 中国政法委工作升格为由总书记直接分管[55]。10月17日，中央社会治安综合治理委员举行全体会议。[56][57]

## 10月19日
- 由中共中央编译局副局长俞可平主编，国内十八位知名的政治学家、法学家和社会学家的代表性学术文章结集而成的《国家底线：公平正义与依法治国》一书，近日已由中央编译出版社出版发行。[58][59][60]

## 10月20日
- 中国共产党第十八届中央委员会第四次全体会议于10月20日至23日在北京召开。会议研究全面推进依法治国重大问题并将通过《中共中央关于全面推进依法治国若干重大问题的决定》。这是中共第一次在中央全会上专题研究依法治国问题。护航中华民族伟大复兴。[61]
  - “法治三老”之一、86岁的郭道晖接受新浪网专访时表示，实现依法治国，最主要的就是依宪治国、依宪执政。而“依宪”的关键在于立法为民，制约权力，保障权利。真正的法治是“rule of law”，是法的统治的意思。就是说任何人都要受法的支配，包括执政党。违宪审查制度是法治突破口。从习近平、李克强执政以后，中央关于法治建设的决定或者司法改革的决定来看，假如都能够按“决定”所说的去做，我认为，中国的法治有希望，或者可能上一个新的台阶，进入一个新的阶段。这个阶段就是不只是停留在形式的法治，而是实质法治，也就是习近平讲的，每一个案件都能体现公平正义，这就是实质的法治所需要的目标，而不只是说依法办事。[62][63]
- 澳大利亚联邦警察已和中方达成协议[64]，将在未来几周内着手进行合作，联合查没中国外逃贪官在澳大利亚的非法资产。据悉，双方合作意向不仅止步于查封非法资产，还涉及向中国引渡外逃澳大利亚的中国贪腐官员。[65][66]《财经》杂志曾曝出了外逃澳大利亚的七名高级官员和国有企业总经理的名单，涉嫌贪污财产总计10亿美元。其中，2002年外逃澳大利亚的原云南省委书记高严，最令人关注。[67]

- 近日，广州市花都区区委书记杨雁文、荔湾区人大常委会原副主任郭耀光、广州纺织工贸企业集团公司董事长李志新涉嫌严重违纪，接受组织调查。万庆良和杨雁文在广州以上下属关系直接共事4年。人民网（页面存档备份，存于）农民日报
- 据广东省纪委监察厅网站消息，揭阳市委政法委副书记，原揭阳市大南山华侨管理区党委书记袁广通涉嫌严重违纪，目前正接受组织调查。2003年初开始的5年时间里，万庆良先后任广东揭阳市委副书记、代市长、市长、市委书记、市人大常委主任等职。 新华网 Archive.today的存檔，存档日期2014-10-21人民网（页面存档备份，存于）
- 习近平卷裤腿打伞照片网络爆红，获中国新闻奖一等奖。薄熙来一审被判处无期徒刑照片获二等奖。齐鲁晚报网新华网（页面存档备份，存于）

## 10月22日
- 华远地产董事长任志强宣布正式退休[68]。他表示，“刚刚主持完临时股东大会，代表二股东投出决定性的一票。选举出了新的董事、监事。他们开始召开新的董事会、监事会，成立新的领导班子及管理机构。我终于卸任了。从宣布临时股东大会结束，走出会场起，我自由了。”[69][70][71]
- 新浪总编辑陈彤宣布离职，被评门户转型“前奏曲”。新华网（页面存档备份，存于）
- 现代快报10月22日，一则“湖南华容公捕公判大会召开 上千人围观”的消息在微博上火了起来。10月17日，湖南省华容县公捕公判及退赃大会在东山镇召开。会上，16名犯罪嫌疑人分别被公开拘留或公开逮捕，8名犯罪分子被公开宣判，5000多人观看了公判活动。据了解，早在1988年，最高人民法院、最高人民检察院、公安部就曾联合下发关于坚决制止将已决犯、未决犯游街示众的通知，如再出现这类现象，必须坚决纠正并追究有关领导人员的责任。新浪网（页面存档备份，存于）

## 10月23日
- 据黑龙江晨报官方微博消息，今晚，记者从鹤岗市公安局得到证实，23日上午，鹤岗市绥滨县公安局一民警开枪自杀。目前，相关部门已经介入调查。人民网（页面存档备份，存于）
- 中国共产党第十八届中央委员会第四次全体会议，于2014年10月20日至23日在北京举行。全会听取和讨论了习近平受中央政治局委托作的工作报告，审议通过了《中共中央关于全面推进依法治国若干重大问题的决定》。建立重大决策终身责任追究制度及责任倒查机制。推行政府权力清单制度。全会提出，推进法治专门队伍正规化、专业化、职业化，完善法律职业准入制度，建立从符合条件的律师、法学专家中招录立法工作者、法官、检察官制度，健全从政法专业毕业生中招录人才的规范便捷机制，完善职业保障体系。完善人民监督员制度，绝不允许法外开恩，绝不允许办关系案、人情案、金钱案。公正是法治的生命线。必须完善司法管理体制和司法权力运行机制，规范司法行为，加强对司法活动的监督，努力让人民群众在每一个司法案件中感受到公平正义。完善确保依法独立公正行使审判权和检察权的制度，建立领导干部干预司法活动、插手具体案件处理的记录、通报和责任追究制度，建立健全司法人员履行法定职责保护机制。优化司法职权配置，推动实行审判权和执行权相分离的体制改革试点，最高人民法院设立巡回法庭，探索设立跨行政区划的人民法院和人民检察院，探索建立检察机关提起公益诉讼制度。推进以审判为中心的诉讼制度改革，实行办案质量终身负责制和错案责任倒查问责制。人民网1人民网2 人民网3
  - 十八届四中全会决定递补中央委员会候补委员马建堂、王作安、毛万春为中央委员会委员。成都军区副司令杨金山等6人被开除党籍。确认中央政治局之前作出的给予李东生、蒋洁敏、杨金山、王永春、李春城、万庆良开除党籍的处分。[72][73][74]
- 据《合肥晚报》报道，21日，中纪委官网通报消息，昆明市委常委、常务副市长李喜，已因涉嫌严重违纪违法，目前正接受组织调查[75][76]。而李喜是今年6月才刚进入昆明市委领导班子的[77][78]。被传或涉晋宁冲突。[79]
- 云南晋宁征地冲突县长被停职，政法委书记被免职。晋宁县富有村村委会主任李加明因收受贿赂严重违纪违法，己被县检察院逮捕和县纪委党纪立案调查。人民网1（页面存档备份，存于）人民网2（页面存档备份，存于）

## 10月24日
- 最高检：“千里跨省查转帖”，有滥用职权嫌疑，理应受到严肃的责任追究。在中山打工的余先生是一名活跃网友，今年5月转发了一条关于老家镇政府负面言论的帖子。近日，湖北南漳县巡检镇派出所所长不远千里到其打工地调查，并要求余写下致歉书，保证不再出现诽谤言论。后来余先生又发贴公开自己被跨省的过程，然后，刘所长的电话又来了。巡检镇派出所刘所长向媒体证实，“当时是想搞清发帖人有何目的，也想听听意见。”不过，刘所长称，警方仍将进一步寻找最初发帖者“梅子”，并核查其真实意图。新华网（页面存档备份，存于）新浪网（页面存档备份，存于）
- 10月24日早晨6时许，江苏淮安区政府联合人大、公安、检察院、法院和淮城镇等多部门，按照司法程序实施强拆。 “淮城镇工作人员和公、检、法工作人员一起，敲门入户做劝离工作时，与住户发生冲突，5名拆迁人员被嫌疑人用水果刀刺伤。”该负责人解释称，住户并非房主，而是房主的亲戚。早在2010年6月，这里就启动拆迁工程，因拆迁户要价太高，未能达成协议。2014年7月，法院下达《执行裁定书》，要求住户腾空屋内设施，由政府实施拆除。经过公示后，住户仍未搬迁。目前，涉嫌伤人的朱姓兄弟已经被当地公安部门带走调查。新华网
- 李克强：政府的一切权力来自人民、源自法授。要严格规范公正文明执法，所有行政行为都依法办事、程序正当。央广网（页面存档备份，存于）
- 王岐山会见清华大学经管学院顾问委员会海外委员[80]。与会的有Facebook创始人马克·扎克伯格、苹果CEO蒂姆·库克等企业家。[81][82][83]
  - 10月22日18点30分，Facebook创始人及CEO马克·扎克伯格到访北京，在清华大学经管学院全程使用中文与主持人进行了长达半个小时的对话。对话中，扎克伯格讲述了自己学习中文的原因和去过的中国城市，其甚至透露自己是霍元甲的粉丝。根据清华大学经管学院此前公布的学院顾问委员会2014-15学年委员名单，年仅30岁的扎克伯格名列其中。大河网（页面存档备份，存于）

## 10月25日
- 中国共产党第十八届中央纪律检查委员会第四次全体会议在京举行。王岐山：党章规定党必须在宪法和法律的范围内活动，以执政党纲领保证宪法和法律的实施。治国必先治党、治党务必从严。党规党纪严于国家法律。要弘扬中华民族优秀传统文化，实现以德治国和依法治国的统一。修身齐家治国平天下，修身为首要。孝悌忠信礼义廉耻是中华文明的基因，德治礼序是中华传统文化的重要内容。要尊重自己的历史传统，把握文化根脉，取其精华、去其糟粕，汲取礼法相依、崇德重礼、正心修身的历史智慧，发挥礼序家规、乡规民约的教化作用，为全面推进依法治国、依规依纪管党治党提供文化营养。要持续保持高压态势，治病树、拔烂树，坚决遏制住腐败蔓延势头，不断加大治本力度，逐步形成不敢腐、不能腐、不想腐的有效机制。全会选举刘金国为中共中央纪律检查委员会常务委员会委员、副书记。人民网（页面存档备份，存于）

## 10月26日
- 以敢言著名的北京政論雜誌「炎黃春秋」傳出將改由大陸文化部主管後，由已故前中共總書記胡耀邦的兒子胡德平出任社長、前大陸國務院總理陸定一兒子陸德任常務副社長兼法定代表人。[84][85]
- 一汽大众速腾车主不满车公司召回问题车采用“打补丁”措施而在各地組成車隊,貼著維權標語慢驶前往当地一汽-大眾4S店，发起集体维权，涉及全國100余個城市，其中广州方面车队40名车主在由广园东路慢驶至新港东路时被接报到场的海珠警方截停未能前往终点，警方定以扰乱公共场所秩序行政拘留其中7名车主，警方表示广州是法治城市，凡危害公共安全或破坏社会秩序的违法行为，将依法坚决予以查处。新浪跟帖网友认为应该放人保护消费者。南方周末 新浪财经（页面存档备份，存于）新浪（页面存档备份，存于）

## 10月27日
- 自今年11月1日起，严禁在历史建筑、公园等公共资源中以自建、租赁、承包、转让、出借、抵押、买断、合资、合作等形式设立私人会所。人民网（页面存档备份，存于）
- 据国防部网站消息，根据最高人民检察院授权，军事检察院对中央军委原副主席徐才厚以涉嫌受贿犯罪立案侦查。2014年10月27日，对该案侦查终结，移送审查起诉。徐才厚被取消上将军衔，对受贿犯罪事实供认不讳。人民网1（页面存档备份，存于）人民网2（页面存档备份，存于）

## 10月28日
- 四中全会《决定》正式发布，提出：在全社会普遍开展宪法教育，弘扬宪法精神。建立宪法宣誓制度，凡经人大及其常委会选举或者决定任命的国家工作人员正式就职时公开向宪法宣誓。142个有成文宪法国家97个规定宣誓拥护宪法。人民网（页面存档备份，存于）
- 28日中午12时许，一名男子在南宁市金湖北路水晶城坠楼身亡。经查，死者陈利丹系广西壮族自治区人大外事华侨委员会主任委员。陈利丹今年60岁，曾任广西贺州市市长、自治区民政厅厅长。目前死因正在调查中。广西贺州原市长陈利丹坠楼身亡，生前多名同僚落马。新华网人民网（页面存档备份，存于）
- 近日，有网友发帖称，广西百色市田东县教育局女干部乘法院警车上下班，其丈夫是该县法院院长。今日上午，田东县法院办公室一负责人表示，当日开警车的为该院院长许宜况，但并非专程接送，只是顺路。陈央：“顺路”不是公车私用免责牌。人民网（页面存档备份，存于）
- 陕西省高级人民法院审委会原委员周建明在担任安康市中院院长期间，利用职务之便为他人谋取利益、收受贿赂，后被省纪委立案调查。华商报记者获悉，因涉嫌受贿罪，周建明已被省检察院决定逮捕。周建明曾任石泉县县长，安康市委政法委副书记、市社会治安综合治理委员会办公室主任，安康市中院院长等职。人民网（页面存档备份，存于）

## 10月29日
- 《中新網》報道，政協常委表決通過，撤銷自由黨黨魁田北俊政協委員資格的決定。自由黨黨魁田北俊因早前建議特首梁振英辭職，面臨被免除政協一職。全國政協常委陳永棋引述全國政協主席俞正聲回應田北俊一事，指政協可以批評特區政府和特首，但「需要建設性批評，而不是要特首辭職」，又指「不應該公開反對聲音，因為這樣公開反對聲音等於不支持(港府和特首依法施政)，如果有不同聲音可以直接向中央反映」。和平佔中發起人戴耀廷對事件感到極度憤慨，如果一個人因言論而被剝奪組織內位置，會產生言論上的白色恐怖。信报1信报2
- 中央第十三巡视组向中国第一汽车集团公司反馈专项巡视情况：对2011年巡视发现问题整改不力，汽车销售、资源配置领域腐败问题多发。同时，巡视组还收到反映一些领导人员的问题线索，已按有关规定转中央纪委、中央组织部及有关部门处理。一汽集团限期整改，领导亲友围绕一汽经商。 [86][87]
- 中纪委网站10月29日发布消息称，上海市纪委对上海市电力公司总经理冯军涉嫌严重违纪违法问题进行组织调查。这是国家电网系统被调查干部中位置最重要的中层干部。[88][89]
- 扬州市长等河南考察接受超标准接待被处分。人民网（页面存档备份，存于）
- 辽宁两正厅级高官同日身亡，死因不明。辽宁残联党组书记坠亡，省高院副院长同日身亡。和讯网南海网（页面存档备份，存于）
- 人民网评市长之子打安全员：别把自己当“衙内”。在29日晚河北航空重庆飞往温州的航班上，一男子殴打安全员，并自称是“福建省福鼎市市长儿子”。该男子后被证实是福鼎市副市长郑敬国之子。中国网1（页面存档备份，存于）中国网2（页面存档备份，存于）

## 10月30日
- 今日上午10时，国务院新闻办公室举行新闻发布会，请中央司法体制改革领导小组办公室负责人姜伟介绍党的十八届四中全会《决定》的重大意义和司法领域的重大举措，并答记者问。发布会上，路透社记者提问：“四中全会为什么没有提到周永康的案子”等问题。对此，姜伟表示：“因为目前周永康不再担任中央领导职务，所以这次全会没有就他的问题作出相关的决定。至于周永康案件的情况和查办的进展，我不了解这方面的情况。”人民政协网
- 内蒙古青年被枪决后真凶现身，官员认错案件重审。1996年4月，内蒙自治区呼和浩特市毛纺厂年仅18岁的职工呼格吉勒图和工友闫峰夜班休息时，听到女厕内有女子呼救，便急忙赶往女厕内施救。而当他赶到时，呼救女子已经遭强奸后扼颈身亡。随后呼格吉勒图跑到附近警亭报案，不想却被时任呼和浩特市公安局新城分局局长冯志明认定为杀人凶手。仅仅61天后，法院在没有充足证据支持的情况下，便判决呼格吉勒图死刑，并予以立即执行。光明网
  - 10月22日晚，曾经多次撰文为内蒙古“呼格吉勒图案”呼吁的内蒙退休检察官滑力加被不明身份者约出家门后，遭到疯狂殴打，面部缝合七针。25日两名参与殴打的犯罪嫌疑人已经落网，并被刑事拘留。据了解，犯罪嫌疑人张某在当地从事房地产经营，另一名犯罪嫌疑人有刑事处理前科。新浪网（页面存档备份，存于）西安网（页面存档备份，存于）
- 四川省委政法委首次公开通报9起政法干警违纪违法典型案件[90]。9起案件分别涉及法院系统、检察系统和公安系统[91]。其中包括广受瞩目的四川省人民检察院原副厅级检察员许鹤岷受贿案、省公安厅治安管理总队原副总队长李荣飚涉嫌受贿案，以及成都市公安局锦江区分局原局长吴涛受贿、非法持有枪支弹药、伪造国家机关证件案等案件。吴涛私藏公务用枪10只，子弹千余发。[92][93]
- 中央巡视组陆续向上海、河北和江苏等三地领导班子反馈巡视情况[94][95]。记者梳理发现，在中央巡视组对河北的反馈中首次出现抵制“山头主义”的字眼。[96]
- 新疆维吾尔自治区和田市委副书记、市长阿迪力·努尔买买提涉嫌严重违纪，目前正在接受组织调查。人民网（页面存档备份，存于）
- 安徽广播电视台原党委书记、台长张苏洲涉嫌严重违纪，目前正在接受组织调查。新华网（页面存档备份，存于）

## 10月31日
- 据广东省纪委网站消息，深圳市公安局福田分局局长谢卓浩涉嫌严重违纪接受组织调查。[97][98][99]
- 30日，记者从在浙江省杭州市召开的2014中国器官移植大会上获悉[100]，中国的器官移植将以公民捐献为唯一来源[101]，这也意味着公民器官捐献将进入新常态。[102]截至目前，2014年的累计捐献共1290例，有望超过往年（2010年至2013年）的捐献总和（1448例）。大会由中国医师协会副会长郑树森院士担任大会主席。[101][103]